# Hunguhungu
Hunguhungu o fedu es una forma de baile tradicional circular actuado por mujeres de la nación garifuna de Belice, Honduras, Nicaragua y Guatemala. La música para el baile está compuesta de temas rítmicos por tres batientes con tambores con llamadas alternada y con respuestas cantadas, y es una muestra de un patrimonio africano. Es a veces se combina con punta.
El hunguhungu es a veces tocado durante el ritual adugurahani, o dugu, utilizado por los garifuna para comunicarse con sus antepasados difuntos. El baile también se lleva a cabo por mujeres adultas garifuna en Semana Santa para indicar lamentaciones, y a menudo contiene elementos tópicos expresivos de sentimientos femeninos hacia situaciones actuales en sus comunidades, con mensajes serios como "Un hombre quién comete un delito, sólo acabará muerto", o "Un hombre quién comete un delito, algún día por los buitres en círculos elevados,  encontraremos su cuerpo."